# Hinke Osinga
Hinke Maria Osinga (Dokkum, 25 december 1969) is een Nederlandse wiskundige en expert op het gebied van dynamische systemen. Ze werkt als hoogleraar toegepaste wiskunde aan de Universiteit van Auckland in Nieuw-Zeeland. Ze werd bij een breder publiek bekend omdat ze een wiskundig onderwerp in een haakwerk wist vast te leggen en daarmee een visualisatie van een moeilijk te begrijpen wiskundig object verkreeg. 

## Opleiding en carrière
Osinga behaalde in 1991 een masterdiploma en in 1996 een doctorstitel aan de Rijksuniversiteit Groningen. Tijdens het werk aan haar proefschrift werd ze begeleid door dynamisch systeemtheoreticus Hendrik Broer en computationeel meetkundige Gert Vegter. 
Na een postdoctorale opleiding aan The Geometry Center in Minneapolis, waar zij kennismaakte met computer graphics en het maken van films, en aan het California Institute of Technology was zij kort universitair docent aan de Universiteit van Exeter. In 2001 werd ze universitair docent aan de Universiteit van Bristol. Zij werd daar in 2005 gepromoveerd tot lector en vervolgens in 2011 tot hoogleraar. In 2011 verhuisde zij naar Auckland. Ze werd daar de eerste vrouwelijke hoogleraar wiskunde in Auckland en de tweede in Nieuw-Zeeland. 
Osinga pleit voor meer vrouwen in de wiskunde en constateert dat Nederland daarin achterloopt.

## Onderzoek en erkenning
Hinke Osinga is een autoriteit op het gebied van computationele, meetkundige aspecten van dynamische systemen. Dynamische systemen bestaan uit gekoppelde differentiaalvergelijkingen die het effect beschrijven van krachten of andere factoren die verandering veroorzaken binnen een systeem of proces. 
Osinga's onderzoek speelt zich voornamelijk af rond meetkundige objecten die de dynamica in zo'n systeem bepalen. Ze karakteriseert dergelijke objecten en ontwikkelt computationele methoden om zo uit te kunnen rekenen waar de objecten zich bevinden. Deze objecten zijn vaak zogenaamde instabiele variëteiten die stroming afstoten en daardoor moeilijk te localiseren zijn, maar die wel heel bepalend zijn voor het gedrag van een systeem. 
Osinga is een van de drijvende krachten achter het Dynamical Systems Web van SIAM, de Society for Industrial and Applied Mathematics. Experts op het gebied van dynamische systemen delen hier hun open software. Van 2006 tot 2008 en van 2016 tot 2018 was ze bestuurslid. In 2015 werd ze benoemd tot SIAM Fellow.
In 2000 droeg Osinga met Bernd Krauskopf bij aan het project 'Posters in the London Underground' in het kader van het World Mathematical Year 2000 met de poster 'Maths Predicts'.
Osinga heeft per februari 2022 130 publicaties op haar naam staan en 13 Ph.D. students begeleid.  Ze is bekroond met meerdere onderscheidingen. Ze was onder andere uitgenodigd spreker op het belangrijkste congres van de wiskunde: het vierjaarlijkse International Congress of Mathematicians (Seoul, 2014). Sinds 2016 is ze als eerste vrouwelijke wiskundige toegetreden tot de Royal Society Te Apārangi of New Zealand.

## Wiskundige kunst

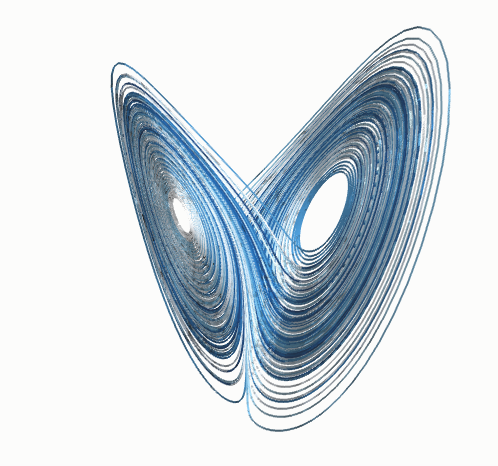
Een afbeelding van de Lorenz attractor

In 2004 maakte Osinga een gehaakte visualisatie van de Lorenz-aantrekker, dat een standaard voorbeeld van een chaotische aantrekker is. Het haakwerk beschrijft het oppervlak van de zogeheten Lorenz-manifold, de instabiele variëteit van de Lorenz attractor, die grote invloed heeft op de dynamica van het systeem en door Osinga en haar echtgenoot Bernd Krauskopf voor het eerst uitgerekend was. Osinga herkende dat de numerieke visualisatie in twee tinten blauw eruitzag als een haakpatroon en besloot hiervan gebruik te maken voor een beter wiskundig inzicht. Osinga maakte en publiceerde het haakpatroon samen met Krauskopf. Het resulterende wiskundige textielkunstwerk omvatte 25.511 haaksteken en was bijna een meter breed. Het kostte 85 uur met een doorlooptijd van 2 maanden om het te maken en werd ook door verschillende andere haaksters gemaakt, nadat er een fles champagne was beloofd voor de eerste die het ook zou maken. Osinga en Krauskopf werkten later samen met kunstenaar Benjamin Storch aan een roestvrijstalen sculptuur die een andere interpretatie geeft van hetzelfde wiskundige systeem.

## Prijzen en onderscheidingen
- 2017 Moyal Medal, Macquarie University
- 2017 Aitken Lecturer
- 2016 FRSNZ bij the Royal Society of New Zealand als eerste vrouwelijke wiskundige
- 2016 Fellow van de New Zealand Mathematical Society
- 2015 Onderzoekspremie van de New Zealand Mathematical Society
- 2015 Fellow van de Society for Industrial and Applied Mathematics "voor bijdragen aan de theorie en computationele methoden voor dynamische systemen"
- 2007 Popular Lecturer bij de London Mathematical Society